# Fotolýza
Fotolýza je:
- v užším smyslu: štěpení jedné nebo více kovalentních vazeb v molekulární entitě (molekulární entita je atom, molekula, radikál, ion nebo podobný útvar) v důsledku absorpce světla (resp. v širším pojetí i jiného elektromagnetického záření, tj. jakéhokoli fotonu), nebo jakýkoli fotochemický proces (např. laserová fotolýza), jehož základní součástí je takové štěpení;
- v širším smyslu: rozpad molekul chemické sloučeniny (resp. v širším pojetí rozklad jakékoli látky) v důsledku absorpce světla nebo jiného elektromagnetického záření

V druhém výše uvedeném významu je víceméně synonymem výrazu fotodisociace (známého např. z astronomie), který je definovaný jako štěpení molekuly na menší molekuly, atomy a/nebo radikály v důsledku absorpce světla nebo jiného elektromagnetického záření.
Fotolýza je i součástí fotosyntézy.

## Působení fotonu
Protože energie fotonu je nepřímo úměrná jeho vlnové délce, charakteristické pro fotolýzu jsou elektromagnetické vlny s energií viditelného světla nebo vyšší, například ultrafialové záření, rentgenové záření a záření gama.

## Fotodisociace v atmosféře
Absorpce záření v atmosféře může způsobovat fotodisociaci.
- N2 → 2N
- O2 → 2O
- CO2 → C + 2O
- H2O → 2H + O
- 2NH3 → 3H2 + N2